# Albanische Sprache
Die albanische Sprache (Eigenbezeichnung: gjuha shqipe [ˈɟuha ˈʃcipɛ]), kurz Albanisch (shqipja [ˈʃcipja]), gehört zur balkanindogermanischen Sprachgruppe der indogermanischen Sprachfamilie und zum Balkansprachbund. Sie ist seit dem 15. Jahrhundert schriftlich belegt und heute Amtssprache in Albanien, im Kosovo und in Nordmazedonien sowie Minderheitensprache in anderen Ländern Südosteuropas und in Italien.
Das Albanische hat zwei große Dialektgruppen, im Norden das Gegische und im Süden das Toskische, die sich in zum Teil sehr unterschiedliche lokale Unterdialekte gliedern lassen (siehe dazu albanische Dialekte). Die heutige albanische Schriftsprache wurde erst in der Mitte des 20. Jahrhunderts auf der Grundlage der toskischen Dialektgruppe entwickelt. 1972 kam dieser Prozess auf einem Kongress in Tirana zum Abschluss. Seit einigen Jahren wird gefordert, verstärkt gegische Varianten in der Sprachpolitik zu berücksichtigen.
In seinen Wortschatz hat das Albanische im Lauf der Zeit Lehnwörter aus dem Altgriechischen, danach aus dem Lateinischen übernommen; es folgten Entlehnungen aus dem Südslawischen, (Mittel-)Griechischen und Türkischen, dem Italienischen und Französischen sowie anderen Sprachen. Derzeit kommen zunehmend Anglizismen hinzu.

## Geschichte

### Frühste Quellen
Von Albanern als Bevölkerungsgruppe und Sprechern dieser Sprache berichteten erstmals byzantinische Schriftsteller im 11. Jahrhundert wie Anna Komnena. Obwohl in keiner einheitlichen Schriftform festgehalten, begegnete man der albanischen Sprache vom Norden des heutigen Griechenlands bis an die heutige kroatische Küste. Im Jahre 1285 wird in Ragusa (dem heutigen Dubrovnik) mit dem in einem Dokument überlieferten Satz „Audivi unam vocem clamantem in monte in lingua albanesca“ (deutsch: „Ich hörte im Gebirge eine Stimme in albanischer Sprache rufend“) die Präsenz der albanischen Sprache bezeugt, was als erste Erwähnung dieser Sprache an sich gilt. Im 14. Jahrhundert sind albanisch besiedelte Landstriche in Thessalien und sogar in Attika bezeugt. Im heutigen Albanien assimilierte die slawische und die romanische Bevölkerung sich langsam an die Albaner und übernahm deren Sprache. Dieser Prozess dauerte bis ins 20. Jahrhundert hinein an.
Das älteste schriftliche Zeugnis des Albanischen ist eine altgegische Taufformel «Un’te paghesont’ pr’emenit t’Atit e t’Birit e t’Spertit Senit» (deutsch: „Ich taufe Dich im Namen des Vaters und des Sohnes und des Heiligen Geistes“), die Pal Engjëlli (1416–1470), Erzbischof von Durrës, 1462 in einem Brief niederschrieb.
Der Jerusalem-Pilger Arnold von Harff (1471–1505), der auf seinen Reisen auch Albanien durchquert hatte, überlieferte in seinem Reisebericht aus dem Jahr 1496 eine kurze albanisch-deutsche Wortliste.
Der katholische Priester Gjon Buzuku verfasste 1555 das älteste gedruckte albanische Buch, das Meshari ‚Messbuch‘, in einer Form des Altgegischen.
Das älteste gedruckte Werk im toskischen Albanisch – genauer in der italo-albanischen Mundart der Arbëresh – ist Mbsuame e krështerë (italienisch Dottrina cristiana „Christliche Lehre“) des katholischen Geistlichen Lekë Matrënga (italienisch Luca Matranga), das 1592 veröffentlicht wurde.

### Die NationalbewegungRilindja

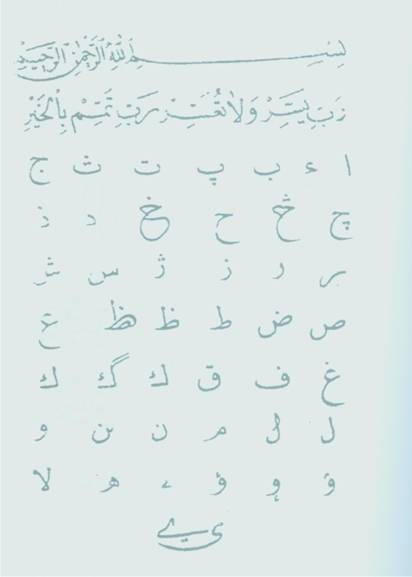
Elifbaja, ein frühes, selten genutztes albanisches Alphabet in arabischer Schrift

Mit dem Aufkommen des Nationalismus unter den Albanern im 19. Jahrhundert entstand – abgesehen von einzelnen Vorläufern – eine albanische Literatur. Nach 1870 wurden die ersten Zeitungen und Zeitschriften herausgegeben. Damals wurde das Albanische je nach konfessioneller Zugehörigkeit entweder in lateinischer oder in griechischer Schrift, von Muslimen auch mit arabischen Buchstaben geschrieben. Um die Unklarheiten bei der Aussprache der arabischen Schrift zu beseitigen, entwickelte der muslimische Gelehrte Rexhep Voka (1847–1917) ein angepasstes arabisches Alphabet (Elifbaja), bestehend aus 44 Konsonanten und Vokalen, das er 1911 veröffentlichte. Es wurde kaum verwendet. Die Unterstützer der albanischen Nationalbewegung Rilindja ‚Wiedergeburt, Renaissance‘ bemühten sich Ende des 19. Jahrhunderts um die Vereinheitlichung der Schreibweise. Der Vorschlag mit dem meisten Anklang war das sogenannte „Stamboller Alphabet“ (albanisch für Istanbul) von Sami Frashëri, einem bedeutenden albanischen Gelehrten, der vor allem in der osmanischen Hauptstadt wirkte.
1908 trafen sich albanische Intellektuelle aus allen Teilen des Landes zum Kongress von Monastir im heutigen mazedonischen Bitola (alb. Manastir). Auf dieser Versammlung wurde endgültig beschlossen, dass die albanische Sprache fortan ausschließlich in lateinischer Schrift geschrieben werden sollte. Als Ausgangsbasis dienten das Stamboller Alphabet und das in Shkodra gebräuchliche von Gjergj Fishta entwickelte „Bashkimi-Alphabet“ (albanisch für ‚die Vereinigung‘). Man einigte sich außerdem auf eine streng phonetische Schreibweise mit nur zwei Sonderzeichen: Ç/ç und Ë/ë; dies waren die beiden Zeichen, die schon damals auf der französischen Schreibmaschinentastatur zu finden waren. Alle anderen Laute des Albanischen, die keine Entsprechung im lateinischen Alphabet haben, sollten durch Buchstabenkombinationen ausgedrückt werden. Die Regelungen von 1908 sind bis heute gültig, und man kann den Kongress von Monastir mit Recht als die Geburtsstunde der albanischen Orthographie bezeichnen, auch wenn es noch weitere 60 Jahre dauern sollte, bis man die Dialektformen aus dem Gegischen und Toskischen zu einer allgemeinen schriftsprachlichen Norm verschmolz.
Bei der Volkszählung von 1918 in den von Österreich-Ungarn besetzten Gebieten Albaniens konnten 28,8 % der Männer und 8,8 % der Frauen in den Städten lesen und schreiben, auf dem Land aber nur 8,8 % der Männer und 0,1 % der Frauen. 23,6 % der Männer in den Städten und 1,1 % der Männer auf dem Land verwendeten die lateinische Schrift, während 9,9 % der Männer in der Stadt und 0,9 % auf dem Land in der türko-arabischen Schrift lasen und schrieben. Bei den Frauen schrieben 8,7 % in der Stadt und 0,1 % auf dem Land in der lateinischen Schrift und 0,3 % in der Stadt sowie 0,008 % auf dem Land in der osmanischen Schrift.

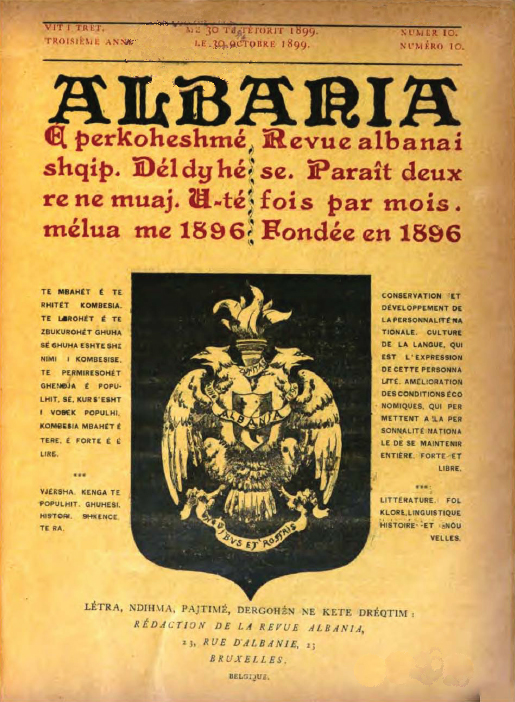
Albania, eine der ersten albanischen Zeitungen (Ausgabe von Oktober 1899)

## Herkunft
Mögliche Zwischenstationen des Albanischen auf dem Wege vom Indogermanischen sind bisher nicht eindeutig fassbar. Nicht zuletzt wegen der räumlichen Überlappung mit den historisch bekannten Illyrern versuchten viele Forscher, das Albanische dem Illyrischen zu verbinden, was allerdings wegen unzureichender Belege des Illyrischen nicht ganz beweisbar bleibt. Als erster äußerte der Philosoph Gottfried Wilhelm Leibniz (1646–1716) diese Vermutung. Weitere Vertreter dieser Richtung waren Sprachwissenschaftler wie Franz Bopp, Gustav Meyer, Eqrem Çabej, Franz von Miklosich und Agnija Desnickaja. Gustav Weigand nahm eine Abstammung der Albaner von den antiken Thrakern an.
Neuerdings wies Joachim Matzinger erneut auf die Schwierigkeiten einer eindeutigen Zuordnung hin.
Alternativ oder ergänzend wird die vorgeschichtliche Zugehörigkeit zu einer balkan-indogermanischen Zwischenstufe vorgeschlagen, zusammen mit dem Griechischen und Armenischen. Das Gegenargument eines „Sprachbundes“ scheidet ja bereits für das Armenische aus. Diese Annahme wurde nicht nur von Norbert Jokl, sondern weiter von Martin E. Huld und Joachim Matzinger erwogen. Gestützt wird diese Annahme weiterhin von einer lexikostatistischen Untersuchung sowie einer glottochronologischen Berechnung von S. A. Starostin.

## Verbreitung

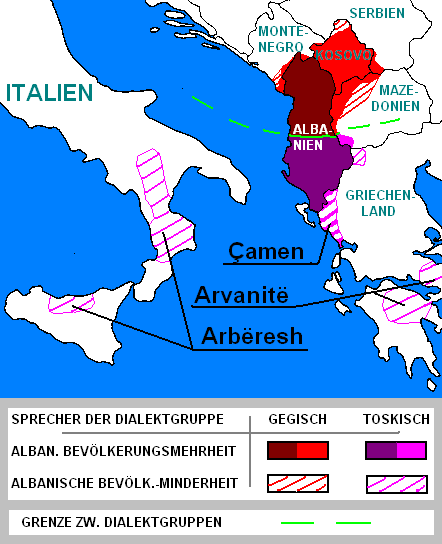
Verbreitung der albanischen Sprache in Süd- und Südosteuropa

Der geschlossene albanische Sprachraum auf der Balkanhalbinsel umfasst Albanien, Kosovo, die westlichen und nordwestlichen Teile Nordmazedoniens, den Nordwesten Griechenlands  sowie einige angrenzende Landstriche in Serbien und Montenegro. Alteingesessene albanischsprachige Minderheiten leben in Süditalien und auf Sizilien (siehe Arbëresh) sowie auf der Peloponnes, in Attika und weiteren südgriechischen Regionen und Inseln (siehe Arvaniten). In Südepirus lebten zudem bis vor einigen Jahrzehnten Albaner (siehe Çamen). Im Weiteren gibt es in Bulgarien (Mandriza), Rumänien (Bukarest, Timișoara, Iași, Constanța, Cluj-Napoca) und in der Ukraine (Oblast Saporischschja und Budschak) kleinere Minderheiten.
Insgesamt sprechen über 7,2 Millionen Menschen die albanische Sprache, davon etwa 2,5 Millionen in Albanien, etwa 2,6 Millionen in den übrigen Balkanländern sowie mehr als zwei Millionen Auswanderer weltweit.

## Dialekte
Der mittelalbanische Fluss Shkumbin unterteilt den albanischen Sprachraum in eine nördliche gegische und in eine südliche toskische Zone. Entlang des Flusses existiert zudem eine Übergangszone, die etwa 15 bis 20 Kilometer breit ist. Während der Rilindja entstanden zwei albanische Schriftsprachen für die toskische und die gegische Dialektgruppe. Die heutige albanische Standardsprache, die 1972 vereinheitlicht wurde, beruht größtenteils auf den nordtoskischen Dialekten mit einigen gegischen Elementen.

### Unterschiede
Die zwei Hauptdialektgruppen unterscheiden sich phonetisch, morphologisch und auch lexikalisch. Die phonetischen Unterschiede sind gering, so zum Beispiel das nasale â [⁠ɑ⁠] des Gegischen und das ë [⁠ə⁠] des Toskischen (nâna – nëna ‚die Mutter‘) oder auch das gegische n zwischen Vokalen gegenüber dem toskischen r (syni – syri ‚das Auge‘). Ein weiterer Unterschied besteht darin, dass Wörter, die im Toskischen ein „q“ haben, im Gegischen zu einem „k“ werden (qesh – kesh ‚lachen‘).
Die morphologischen Unterschiede sind umso zahlreicher; so hat das Gegische einen Infinitiv, der dem Toskischen fehlt. Außerdem wird das Futur im Gegischen mit dem konjugierten Verb ‚haben‘ (im Gegischen me pâs) und dem Infinitiv gebildet, während dies im Toskischen über eine unkonjugierbare Form des Verbs ‚wollen‘ (do) mit einem Relativsatz geschieht, welcher das ins Futur zu stellende Verb in konjungierter Form im Präsens beinhaltet. Dieser Nebensatz wird durch die Subjunktion të eingeleitet. Ein Beispiel hierfür ist unë do të shkoj für ‚ich werde gehen‘.
Der Wortschatz der beiden Hauptdialektgruppen unterscheidet sich teils auch bei Wörtern für alltägliche Dinge, so heißt ‚Milch‘ im Gegischen tâmbël, im Toskischen dagegen qumësht. ‚Dorf‘ ist im Gegischen katûn, im Toskischen fshat. Der ‚Fuchs‘ heißt im Gegischen skile oder shpin und im Toskischen dhelpër. Ebenfalls geg. bërshê(n) gegenüber tosk. (v)enjë ‚Stinkwacholder; Eibe‘, rrêj – gënjej ‚lügen‘, krejt – fare ‚ganz‘, oder shpullë – pëllëmbë ‚Handfläche‘.

### Geographische Unterteilung
- Gegisch

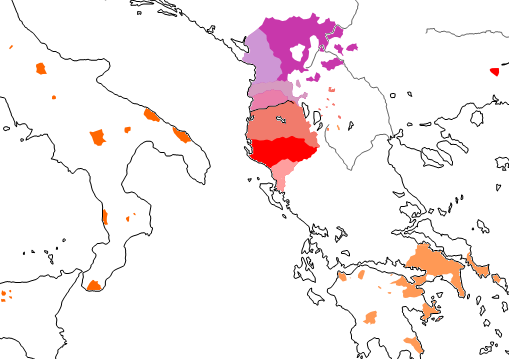
Dialektzonen in Albanien und deren ausländische Sprachinseln

  - Nordwestgegisch in Nordwestalbanien und in allen albanischen Gemeinden in Montenegro (in der Nähe von Bar und Ulcinj)
  - Nordostgegisch in Kosovo, Nordostalbanien, in allen albanischen Gemeinden in Serbien und in den Gebieten um Skopje, Kumanovo, Tetovo und Gostivar in Nordwestmazedonien
  - Zentralgegisch in der Mirdita, im nördlichen Mittelalbanien (Tirana, Durrës und Peshkopia) und in Südwestmazedonien (Debar und Struga)
  - Südgegisch in Mittelalbanien (Kavaja bis Elbasan)
- Gegisch-toskische Übergangszone am Shkumbin (etwa 20 Kilometer breit, einschließlich Shpat und Sulova)
- Toskisch
  - Nordtoskisch im Gebiet zwischen Vlora, Lushnja, Pogradec und Bilisht sowie innerhalb Nordmazedoniens in vielen Dörfern am Ohrid- und Prespasee sowie als Sprachinseln verstreut in den Regionen von Bitola, Kruševo und Dolneni
  - Labischtoskisch an der Albanischen Riviera bis nach Piqeras und von Vlora über das Vjosatal bis nach Tepelena (bis hier Labëria) sowie Përmet und im Osten in den Regionen von Leskovik und Erseka
  - Çamisch-Toskisch im südlichsten Albanien (Gjirokastra und Saranda) und früher auch in der namensgebenden Çamëria in Nordwestgriechenland
  - Arbëresh-Toskisch in einigen Regionen im südlichen Italien (einschließlich Sizilien)
  - Arvanitisch-Toskisch in vielen Siedlungen in Mittel- und Südgriechenland (wird meist aber als Einzelsprache angesehen)

## Alphabet
Das albanische Alphabet besteht aus insgesamt 36 Buchstaben, von denen sieben Vokale und 29 Konsonanten sind. Die albanische Sprache wird vergleichsweise konsequent phonetisch geschrieben. Digraphen, aus Konsonanten zusammengefügt, werden als eigenständige Buchstaben aufgefasst – sie gelten als untrennbare Einheiten und werden folglich in albanischen Wörterbüchern entsprechend eingeordnet.
| A | B | C | Ç | D | Dh | E | Ë | F | G | Gj | H | I | J | K | L | Ll | M | N | Nj | O | P | Q | R | Rr | S | Sh | T | Th | U | V | X | Xh | Y | Z | Zh |
| a | b | c | ç | d | dh | e | ë | f | g | gj | h | i | j | k | l | ll | m | n | nj | o | p | q | r | rr | s | sh | t | th | u | v | x | xh | y | z | zh |

## Phonetik und Phonologie

### Aussprachebesonderheiten
| Buchstabe | IPA      | Beschreibung |
| --------- | -------- | --- |
| c         | [⁠ʦ⁠]      | Stimmloser alveolarer Plosiv und stimmloser alveolarer Frikativ wie in dt. Zar |
| ç         | [⁠ʧ⁠]      | Stimmloser alveolarer Plosiv und stimmloser postalveolarer Frikativ wie in dt. Tscheche |
| dh        | [⁠ð⁠]      | Stimmhafter dentaler Frikativ wie in engl. this |
| ë         | [⁠ɜ⁠]/ [⁠ə⁠] | betont: wie das O in engl. worse (BE), ähnelt dem offenen Ö in Deutsch können; unbetont: e wie in dt. Matte (Schwa), am Wortende oft kaum hörbar.                                                    |
| gj        | [⁠ɟ⁠]      | Stimmhafter palataler Plosiv wie gy im Ungarischen; ähnlich wie dt. dj |
| ll        | [⁠ɫ⁠]      | velarisierter stimmhafter lateraler alveolarer Approximant wie л in russ. лaмпa/lampa oder l im Kölschen und Niederländischen                                                                        |
| nj        | [⁠ɲ⁠]      | Stimmhafter palataler Nasal wie in Lasagne |
| q         | [⁠c⁠]      | Stimmloser palataler Plosiv palatales t, t + leichtes sch, etwas weniger stark als ç; ähnlich wie tj in dt. Matjes alternative Aussprache: tj oder kj, weit hinten gesprochen (v. a. Nordmazedonien) |
| r         | [⁠ɾ⁠]      | Stimmhafter alveolarer Tap einschlägiges Zungenspitzen-r; wie span. r in pero |
| rr        | [⁠r⁠]      | Stimmhafter alveolarer Vibrant gerolltes Zungenspitzen-r wie im Bairischen |
| sh        | [⁠ʃ⁠]      | Stimmloser postalveolarer Frikativ wie in dt. Schule |
| th        | [⁠θ⁠]      | Stimmloser dentaler Frikativ wie in engl. think |
| v         | [⁠v⁠]      | Stimmhafter labiodentaler Frikativ wie in dt. Wal |
| x         | [⁠ʣ⁠]      | Stimmhafte alveolare Affrikate ein [d], das direkt in ein [z] übergeht wie in engl. brands |
| xh        | [⁠ʤ⁠]      | Stimmhafter alveolarer Plosiv und stimmhafter postalveolarer Frikativ ähnlich wie das englische J für John.                                                                                          |
| y         | [⁠y⁠]      | Gerundeter geschlossener Vorderzungenvokal wie in dt. grün |
| z         | [⁠z⁠]      | Stimmhafter alveolarer Frikativ stimmhaftes s, wie in dt. Sonne |
| zh        | [⁠ʒ⁠]      | Stimmhafter postalveolarer Frikativ stimmhaftes sch, wie in frz. journal |

### Phonologie
Das Toskisch-Albanische (Süd-Albanien, Arvanitika, Arbëresh, Südwest-Mazedonien) hat 29 Konsonanten und sieben Vokale. Die Betonung liegt meist auf der vorletzten Silbe. Das Gegisch-Albanische (Nord-Albanien, Kosovo, Nordwest-Mazedonien, Südost-Montenegro, Süd-Serbien) besitzt darüber hinaus noch diese Konsonanten, Vokale und Nasalvokale, die im Toskischen fehlen: ɑ, ɒ, ɪ, ŋ, ɳ, ø, ɔ, ɹ, ʊ, ʏ.
|                 | bilabial | labio- dental | dental | alveolar | velarisiert alveolar | post- alveolar | retroflex | palatal | velar | glottal |
| --------------- | -------- | ------------- | ------ | -------- | -------------------- | -------------- | --------- | ------- | ----- | ------- |
| Plosive         | p b      |               |        | t d      |                      |                |           | c ɟ     | k ɡ   |         |
| Affrikaten      |          |               |        | ʦ ʣ      |                      | ʧ ʤ            |           |         |       |         |
| Nasale          | m        |               |        | n        |                      |                | ɳ¹        | ɲ       | ŋ¹    |         |
| Flaps/Vibranten |          |               |        | ɾ r      |                      |                |           |         |       |         |
| Frikative       |          | f v           | θ ð    | s z      |                      | ʃ ʒ            |           |         |       | h       |
| Approximanten   |          |               |        | ɹ¹       |                      |                |           | j       |       |         |
| Laterale        |          |               |        | l        | ɫ                    |                |           |         |       |         |

¹ Diese Phoneme kommen nur im Gegisch-Albanischen vor.
|             | vorn | zentral | hinten |
| ----------- | ---- | ------- | ------ |
| geschlossen | i y  |         | u      |
| mittel      | ɛ    | ə       | ɔ      |
| offen       |      | a       |        |

## Grammatik
Die Grammatik des Albanischen weist in der Struktur Ähnlichkeiten mit vielen anderen Indogermanischen Sprachen auf. Albanisch besitzt die gleichen Diathesen wie das Griechische (Aktiv und Mediopassiv)  und ist relativ reicher an Modi- und Temporaformen als das Griechische. Albanisch hat drei Modi (Admirativ, Optativ und Konditional), die in der griechischen Grammatik fehlen (wobei das Altgriechische noch einen Optativ besaß). Zudem besitzt Albanisch auch bestimmte Suffixartikel wie Rumänisch, Bulgarisch, Mazedonisch und die nordgermanischen Sprachen (Färöisch, Isländisch, Dänisch, Norwegisch und Schwedisch).
Die Parallelen mit Griechisch, Rumänisch, Bulgarisch und (Nord-)Mazedonisch lassen sich aus dem langen und intensiven Kontakt der Träger dieser Sprachen untereinander erklären. Mit dem Modell des Balkansprachbundes werden diese Phänomene und Gemeinsamkeiten erfasst.

### Nomen
Die albanische Sprache besitzt in der Hauptsache zwei Genera: Maskulinum und Femininum. Neutra finden sich nur noch als Relikte in der heutigen Sprache.

### Substantive und Determination
Albanische Substantive werden nach der grammatischen Kategorie Determination flektiert und kennen daher zwei Grundformen (siehe auch Tabelle unten):
- die indefinite oder unbestimmte Form, die für alle Maskulina und Feminina aus dem bloßen Stamm besteht.
- die definite oder bestimmte Form, die mit einem Suffix gebildet wird und sich aus dem definiten Artikel entwickelt hat.

#### Maskulina und Feminina
- Maskulina: die Endungen (oder Suffixe) für die Bildung der Maskulina sind in der Regel -i, nach velarem Stammauslaut (k, g oder q) -u. Die Funktionen von -i und -u sind ungefähr mit einem deutschen „der“ vergleichbar, allerdings nicht identisch, da bei albanischen Nachnamen diese Endungen eher einem „von der/dem/ihm“ entsprechen.
  - Einige indefinite Substantive enden mit -ri und formen Maskulina. Hierbei handelt es sich um wenige Wörter. Eine standardalbanische/toskische Endung -ri geht zurück auf eine nordalbanische (gegische) Endung -ni. Anders als beim toskischen Dialekt ist der originale /n/-Laut im Gegischen erhalten geblieben und hat sich nicht zu einem r-Laut verschoben (siehe Rhotazismus).[19] Auch hier ist die Funktion von -ri ungefähr mit einem Deutschen „der“ vergleichbar (allerdings auch nicht identisch).
- Feminina: die meisten indefiniten Substantive, die mit -ë enden, bilden in der definiten Form Feminina auf -a (wobei es auch Ausnahmen gibt). Indefinite Substantive, die auch mit -ë enden, aber mit -i Maskulina formen („djalë“ > „djali“ („Junge“ > „der Junge“)). Andere definite Endungen für Feminina sind -ja, -ia.

Ein Überblick über die wichtigsten Muster:
|                  | maskulin   | maskulin | Übersetzung                | feminin    | feminin   | Übersetzung                    |
|                  | unbestimmt | bestimmt | mit / ohne Artikel         | unbestimmt | bestimmt  | mit / ohne Artikel             |
| ---------------- | ---------- | -------- | -------------------------- | ---------- | --------- | ------------------------------ |
| Standardflexion: | diell      | diell-i  | Sonne / die Sonne f.       | hёnё       | hёn-a     | Mond / der Mond m.             |
| Standardflexion: | yll        | yll-i    | Stern / der Stern          | frymë      | frym-a    | Atem / der Atem m.             |
| Standardflexion: | ujk        | ujk-u    | Wolf / der Wolf m.         | ujkё       | ujk-a     | Wölfin / die Wölfin f.         |
| Standardflexion: | zog        | zog-u    | Vogel / der Vogel m.       | vajzё      | vajz-a    | Mädchen / das Mädchen n.       |
| Unregelmäßig:    | sy         | sy-ri    | Auge / das Auge n.         | re         | re-ja     | Wolke(n) / die Wolke f.        |
| Unregelmäßig:    | vёlla      | vёlla-i  | Bruder / der Bruder        | motёr      | mot-ra    | Schwester / die Schwester f.   |
| Unregelmäßig:    | njeri      | njeri-u  | Mensch / der Mensch m.     | grua       | grua-ja   | Frau / die Frau f.             |
| Unregelmäßig:    | djalë      | djal-i   | Junge / der Junge m.       | lidhje     | lidhj-a   | Verbindung / die Verbindung f. |
| Unregelmäßig:    | Jozë       | Joz-a    | Jose(ph) / der Jose(ph) m. | Shkurte    | Shkurt-ja | Kurze / die Kurze f.           |

Dies entspricht ungefähr den deutschen Substantiven, die einen bestimmten oder unbestimmten Artikel bei sich führen. Die syntaktischen Funktionen sind aber nicht ganz deckungsgleich.
Im Gegensatz zum Deutschen gilt dies auch für (Eigen-)Namen: Bedeutung hat die Unterscheidung von bestimmter und unbestimmter Form somit für die korrekte Form von Lexikoneinträgen albanischer Orte und Personen in Fremdsprachen. Bei Städten, die definit auf -a enden („Tirana“), wird im Deutschen in Anlehnung an die italienische Praxis diese Form verwendet. Endet ein Name definit auf -i („Durrësi“) wird die unbestimmte endungslose Form (in diesem Fall „Durrës“) bevorzugt. Siehe dazu auch die Liste der Städte in Albanien. Auf albanischen Landkarten wird dagegen normalerweise durchgehend die unbestimmte Form verwendet („Tiranë“).
Albanische Vor- und Nachnamen besitzen auch definite und indefinite Formen. Bei männlichen Vornamen werden meistens die indefiniten Formen bevorzugt und zur Registrierung der Namen (für Geburtsscheine, Pässe etc.) verwendet. Bei weiblichen Vornamen werden eher die definiten Formen bevorzugt für die Registrierung der Namen verwendet.
Sehr formenreich und unregelmäßig ist die Pluralbildung der albanischen Substantive. Insgesamt existieren etwas über 100 verschiedene Endungsformen. Einige umfassen nur sehr wenige Wörter, andere sind häufig vertreten.

### Deklination
Die Deklination des Standard-Albanischen umfasst fünf Fälle (Nominativ, Akkusativ, Dativ, Genitiv, Ablativ). Genitiv und Dativ weisen die gleichen Formen auf, nur wird beim Genitiv,  aber nicht beim Dativ, eine Präposition (i/e/të/së) hinzugefügt. Der 6. Kasus Vokativ ist kein fundamentaler Kasus im Standard-Albanischen. Allerdings wird der Vokativ in der Alltagssprache in der Anrede gebraucht und ist optional. Einige albanische Unterdialekte besitzen auch einen Lokativ. Die Deklination hängt ab vom Genus des Wortes und seiner Definitheit. Die Flexion erfolgt sowohl über Wortendungen (Suffixartikel) als auch mit Hilfe vorangestellter Artikel (i/e/të/së). Im Vergleich zur Pluralbildung sind die Deklinationen für die Singularbildung regelmäßiger.
- Beispiel „yll, ylli“ m. („Stern, der Stern“)

|                      | Singular   | Singular | Plural     | Plural   |
|                      | unbestimmt | bestimmt | unbestimmt | bestimmt |
| -------------------- | ---------- | -------- | ---------- | -------- |
| Nominativ:           | yll        | yll-i    | yj-e       | yj-et    |
| Akkusativ:           | yll        | yll-in   | yj-e       | yj-et    |
| Dativ:               | yll-i      | yll-it   | yj-eve     | yj-evet  |
| Genitiv (i/e/të/së): | yll-i      | yll-it   | yj-eve     | yj-evet  |
| Ablativ:             | yll-i      | yll-it   | yj-esh     | yj-evet  |

### Pronomen
Die Personalpronomina im Albanischen werden in der 2. Person nach Respekt und in der 3. Person nach Genus differenziert:
| Person | sekundäre Kategorie | sekundäre Kategorie | Singular  | Plural    |
| ------ | ------------------- | ------------------- | --------- | --------- |
| 1      |                     |                     | unë ‚ich‘ | ne ‚wir‘  |
| 2      | Respekt             | einfach             | ti ‚du‘   | ju ‚ihr‘  |
| 2      | Respekt             | höflich             | Ju ‚Sie‘  | Ju ‚Sie‘  |
| 3      | Genus               | maskulin            | ai ‚er‘   | ata ‚sie‘ |
| 3      | Genus               | feminin             | ajo ‚sie‘ | ato ‚sie‘ |

### Adjektive, Präpositionen, Adverbien, Partikeln, Syntax

#### Adjektive
Die Adjektive stehen normalerweise hinter dem Substantiv, das sie modifizieren. Ein Großteil von ihnen hat einen vorangestellten Artikel i (maskulin) und e (feminin). Beispiel: qyteti i madh = die große Stadt; motra e madhe = die große Schwester. Eine andere Gruppe von Adjektiven hat keinen Artikel. Beispiel: makina efikase = die effiziente Maschine. Steht ein Adverb zwischen einem Adjektiv und einer verbindenden Partikel, so nimmt letzteres die definite Form an. Verbindende Partikeln stimmen mit dem Nomen in Genus, Kasus und Numerus überein.

#### Präpositionen
Die meisten Präpositionen verlangen im Albanischen entweder den Ablativ oder den Akkusativ. Darüber hinaus gibt es einige Präpositionen mit Nominativ (Beispiel: nga = aus, von) und mehrere komplexe Präpositionen, die den Genitiv verlangen (Beispiel: për shkak të = aufgrund).

### Numeralien
|      | Kardinalzahl (Maskulinum/Femininum) | Ordinalzahl (Singular, Maskulinum, Indefinit/Definit) | Ordinalzahl (Singular, Femininum, Indefinit/Definit) | Ordinalzahl (Plural, Maskulinum und Femininum, Indefinit/Definit) |
| 1    | një                                 | i parë/pari                                           | e parë/para                                          | të parë/-t                                                        |
| 2    | dy                                  | i dytë/dyti                                           | e dytë/dyta                                          | të dytë/-t                                                        |
| 3    | tre/tri                             | i tretë/treti                                         | e tretë/treta                                        | të tretë/-t                                                       |
| 4    | katër                               | i katërt/-i                                           | e katërt/-a                                          | të katërtë/-t                                                     |
| 5    | pesë                                | i pestë/pesti                                         | e pestë/pesta                                        | të pestë/-t                                                       |
| 6    | gjashtë                             | i gjashtë/gjashti                                     | e gjashtë/gjashta                                    | të gjashtë/-t                                                     |
| 7    | shtatë                              | i shtatë/shtati                                       | e shtatë/shtata                                      | të shtatë/-t                                                      |
| 8    | tetë                                | i tetë/teti                                           | e tetë/teta                                          | të tetë/-t                                                        |
| 9    | nëntë                               | i nëntë/nënti                                         | e nëntë/nënta                                        | të nëntë/-t                                                       |
| 10   | dhjetë                              | i dhjetë/dhjeti                                       | e dhjetë/dhjeta                                      | të dhjetë/-t                                                      |
| 11   | njëmbëdhjetë („eins auf Zehn“)      | i njëmbëdhjetë/njëmbëdhjeti                           | e njëmbëdhjetë/njëmbëdhjeta                          | të njëmbëdhjetë/-t                                                |
| 20   | njëzetë (Vigesimalsystem)           | i njëzetë/njëzeti                                     | e njëzetë/njëzeta                                    | të njëzetë/-t                                                     |
| 21   | njëzetë e një („zwanzig und eins“)  | i njëzetenjëtë/njëzetenjëti                           | e njëzetenjetë/njëzetenjëta                          | të njëzetenjëtë/-t                                                |
| 30   | tridhjetë („drei Zehner“)           | i tridhjetë/tridhjeti                                 | e tridhjetë/tridhjeta                                | të tridhjetë/-t                                                   |
| 40   | dyzetë (Vigesimalsystem)            | i dyzetë/dyzeti                                       | e dyzetë/dyzeta                                      | të dyzetë/-t                                                      |
| 50   | pesëdhjetë („fünf Zehner“)          | i pesëdhjetë/pesëdhjeti                               | e pesëdhjetë/pesëdhjeta                              | të pesëdhjetë/-t                                                  |
| 60   | gjashtëdhjetë („sechs Zehner“)      | i gjashtëdhjetë/gjashtëdhjeti                         | e gjashtëdhjetë/gjashtëdhjeta                        | të gjashtëdhjetë/-t                                               |
| 100  | njëqind                             | i njëqindtë/njëqindti                                 | e njëqindtë/njëqindta                                | të njëqindtë/-t                                                   |
| 1000 | njëmijë                             | i njëmijëtë/njëmijëti                                 | e njëmijëtë/njëmijëta                                | të njëmijëtë/-t                                                   |

## Wortschatz
Der albanische Wortschatz übernahm Lehnwörter aus dem Altgriechischen, danach aus dem Lateinischen; es folgten Entlehnungen aus dem Südslawischen, (Mittel-)Griechischen und Türkischen, dem Italienischen und Französischen sowie anderen Sprachen. Derzeit kommen zunehmend Anglizismen hinzu. Insgesamt scheint das Albanische mehr als 90 % seines ursprünglichen Wortschatzes zugunsten dieser Fremdwörter verloren zu haben. Von all diesen fremden Einflüssen waren am tiefgreifendsten die Entlehnungen aus dem Lateinischen der klassischen Zeit und seiner romanischen Nachfolger, sodass mehr als 60 % des albanischen Wortschatzes lateinische Wurzeln hat. Daher wurde das Albanische früher fälschlicherweise oft für eine romanische Sprache gehalten.

## Textbeispiele
Të gjithë njerëzit lindin të lirë dhe të barabartë në dinjitet dhe në të drejta. Ata kanë arsye dhe ndërgjegje dhe duhet të sillen ndaj njëri tjetrit me frymë vëllazërimi.

„tə ɟiθ ɲɛɾəzit lindin tə liɾə ðɛ tə baɾabaɾt nə diɲitɛt ðɛ nə tə drɛjta. ata kanə aɾsyɛ ðɛ ndərɟɛɟɛ ðɛ duhɛt tə siɫɛn ndaj ɲəɾi tjɛtɾit mɛ frymə vəɫazərimi.“

„Alle Menschen sind frei und gleich an Würde und Rechten geboren. Sie sind mit Vernunft und Gewissen begabt und sollen einander im Geist der Brüderlichkeit begegnen.“

Me emrin e All-llahut, Mëshiruesit, Mëshirëbërësit! Falënderimi i takon All-llahut, Zotit të botërave! Mëshiruesit, Mëshirëbërësit! Sunduesit të Ditës së Gjykimit! Ty të adhurojmë dhe prej Teje ndihmë kërkojmë! Udhëzona në rrugën e drejtë! Në rrugën e atyre ndaj të cilëve ke bekimin, e jo në të atyre që je i hidhëruar, dhe që kanë humbur! Amin!

„mɛ ɛmɾin ɛ aɫɫahut, məʃiɾuɛsit, məʃiɾəbəɾəsit! faləndɛɾimi i takɔn aɫɫahut, zɔtit tə bɔtəɾavɛ! məʃiɾuɛsit, məʃiɾəbəɾəsit! sunduɛsit tə ditəs sə ɟykimit! ty tə aðuɾɔjmə ðɛ pɾɛj tɛjɛ ndihmə kəɾkɔjmə! uðəzɔna nə ruɡən ɛ dɾɛjtə! nə ruɡən ɛ atyɾɛ ndaj tə ʦiləvɛ kɛ bɛkimin, ɛ jɔ nə tə atyɾɛ cə jɛ i hiðəɾuaɾ, ðɛ cə kanə humbuɾ! amin!“

„Im Namen Gottes, des Allergnädigsten, des Gnadenspenders! Aller Preis gebührt Gott allein, dem Erhalter aller Welten, dem Allergnädigsten, dem Gnadenspender, dem Herrn des Tages des Gerichts! Dich allein beten wir an; und zu Dir allein wenden wir uns um Hilfe. Leite uns den geraden Weg – den Weg jener, denen Du Deine Segnungen erteilt hast, nicht jener, die (von Dir) verdammt wurden, noch jener, die irregehen! Amen!“

Ati ynë që je në qiell, u shenjtëroftë emri Yt. Ardhtë mbretëria Jote, u bëftë dëshira Jote, si në qiell, ashtu dhe mbi dhé. Bukën tonë të përditshme epna ne sot, dhe falna fajet tona, sikundër dhe ne ua falim fajtorëve tanë. Dhe mos na shtjer në ngasje, por shpëtona nga i ligu. Sepse jotja është mbretëria e fuqia e lavdia në jetët të jetëvet. Amin.

„aty ynə cə jɛ nə ciɛɫ, u ʃɛɲtəɾɔftə ɛmɾi yt. aɾðtə mbɾɛtəɾia jɔtɛ, u bəftə dəʃiɾa jɔtɛ, si nə ciɛɫ, aʃtu ðɛ mbi ðɛ. bukən tɔnə tə pəɾditʃmɛ ɛpna nɛ sɔt, ðɛ falna fajɛt tɔna, sikundəɾ ðɛ nɛ ua falim fajtɔɾəvɛ tanə. ðɛ mɔs na ʃtjɛɾ nə nɡasjɛ, pɔɾ ʃpətɔna nɡa i liɡu. sɛpsɛ jɔtja əʃtə mbɾɛtəɾia ɛ fucia ɛ lavdia nə jɛtət tə jɛtəvɛt. amin.“

„Vater unser im Himmel, geheiligt werde dein Name. Dein Reich komme. Dein Wille geschehe, wie im Himmel, so auf Erden. Unser tägliches Brot gib uns heute. Und vergib uns unsere Schuld, wie auch wir vergeben unsern Schuldigern. Und führe uns nicht in Versuchung, sondern erlöse uns von dem Bösen. Denn dein ist das Reich und die Kraft und die Herrlichkeit in Ewigkeit. Amen.“